# Le Tourneur
Le Tourneur és un municipi delegat francès, situat al departament de Calvados i a la regió de Normandia. El 2016 va integrar el municipi nou de Souleuvre en Bocage. L'any 2007 tenia 569 habitants.

## Demografia

### Població
El 2007 la població de fet de Le Tourneur era de 569 persones. Hi havia 225 famílies de les quals 67 eren unipersonals (32 homes vivint sols i 35 dones vivint soles), 67 parelles sense fills, 75 parelles amb fills i 16 famílies monoparentals amb fills.
La població ha evolucionat segons el següent gràfic:
Habitants censats

### Habitatges
El 2007 hi havia 298 habitatges, 233 eren l'habitatge principal de la família, 52 eren segones residències i 13 estaven desocupats. 295 eren cases i 2 eren apartaments. Dels 233 habitatges principals, 163 estaven ocupats pels seus propietaris, 66 estaven llogats i ocupats pels llogaters i 4 estaven cedits a títol gratuït; 3 tenien una cambra, 19 en tenien dues, 47 en tenien tres, 68 en tenien quatre i 96 en tenien cinc o més. 183 habitatges disposaven pel capbaix d'una plaça de pàrquing. A 103 habitatges hi havia un automòbil i a 112 n'hi havia dos o més.

### Piràmide de població
La piràmide de població per edats i sexe el 2009 era:
| Homes | Edats   | Dones |
| ----- | ------- | ----- |
| 0     | 95 o +  | 0     |
| 0     | 90 a 94 | 0     |
| 4     | 85 a 89 | 0     |
| 4     | 80 a 84 | 4     |
| 12    | 75 a 79 | 24    |
| 8     | 70 a 74 | 16    |
| 8     | 65 a 69 | 12    |
| 24    | 60 a 64 | 24    |
| 16    | 55 a 59 | 20    |
| 16    | 50 a 54 | 4     |
| 24    | 45 a 49 | 16    |
| 12    | 40 a 44 | 24    |
| 28    | 35 a 39 | 20    |
| 12    | 30 a 34 | 12    |
| 16    | 25 a 29 | 8     |
| 8     | 20 a 24 | 4     |
| 24    | 15 a 19 | 16    |
| 4     | 10 a 14 | 16    |
| 12    | 5 a 9   | 20    |
| 8     | 0 a 4   | 16    |

## Economia
El 2007 la població en edat de treballar era de 343 persones, 271 eren actives i 72 eren inactives. De les 271 persones actives 246 estaven ocupades (131 homes i 115 dones) i 25 estaven aturades (12 homes i 13 dones). De les 72 persones inactives 33 estaven jubilades, 22 estaven estudiant i 17 estaven classificades com a «altres inactius».

### Ingressos
El 2009 a Le Tourneur hi havia 233 unitats fiscals que integraven 579 persones, la mediana anual d'ingressos fiscals per persona era de 14.400 €.

### Activitats econòmiques
Dels 15 establiments que hi havia el 2007, 1 era d'una empresa extractiva, 1 d'una empresa alimentària, 1 d'una empresa de fabricació d'altres productes industrials, 4 d'empreses de construcció, 4 d'empreses de comerç i reparació d'automòbils, 1 d'una empresa de transport, 1 d'una empresa d'hostatgeria i restauració i 2 d'empreses de serveis.
Dels 7 establiments de servei als particulars que hi havia el 2009, 2 eren tallers de reparació d'automòbils i de material agrícola, 1 paleta, 1 guixaire pintor, 1 fusteria, 1 electricista i 1 restaurant.
L'únic establiment comercial que hi havia el 2009 era una fleca.
L'any 2000 a Le Tourneur hi havia 43 explotacions agrícoles que ocupaven un total de 1.760 hectàrees.

## Equipaments sanitaris i escolars
El 2009 hi havia una escola elemental integrada dins d'un grup escolar amb les comunes properes formant una escola dispersa.

## Poblacions més properes
El següent diagrama mostra les poblacions més properes.